# Comité professionnel du pétrole
 (septembre 2014).
Si vous disposez d'ouvrages ou d'articles de référence ou si vous connaissez des sites web de qualité traitant du thème abordé ici, merci de compléter l'article en donnant les références utiles à sa vérifiabilité et en les liant à la section « Notes et références ».
Le Comité professionnel du pétrole (CPDP), fondé en 1950, a pour but de diffuser de l'information économique et statistique, d’assurer une veille réglementaire et de fournir des services mutualisés à la profession pétrolière.

## Historique
Le Comité professionnel du pétrole, a été créé par 65 sociétés de raffinage et de distribution en juin 1950. L’OCRPI (Office central de répartition des produits industriels) et le CAP (Comptoir auxiliaire du Pétrole), organismes créés en 1940 pour répondre au besoin de répartition de la ressource en énergie, ont posé les bases du CPDP créé par, premier président du comité, et par Roger Duizabo, son secrétaire général. Cet organisme produit et publie des données statistiques nationales dans leur contexte international. Son bulletin mensuel, ses notes d’information économique, ses zooms et sa brochure annuelle dressent un panorama du secteur des hydrocarbures et des autres énergies dans l’économie française et mondiale. Les circulaires, le 4 pages et la revue de presse juridique, d’une part, le code du pétrole et les dossiers réglementaires, d’autre part, présentent la réglementation applicable en matière environnementale, douanière et fiscale.

## Pôles d'activité et publications
Le CPDP collecte des données de marché, édite des publications et gère des flux numériques.

### Données de marché
Le CPDP collecte auprès de la profession pétrolière et de nombreux organismes privés ou publics, français et étrangers, les données relatives aux ventes, stocks, livraisons, à l'import/export de produits pétroliers et à la production des raffineries, ainsi qu’aux marchés étrangers :
- les Livraisons et Stocks : il s’agit d’un document qui indique pour le mois précédent, le volume ou     tonnage livré en France pour chacun des grands produits pétroliers (supercarburants, gazole et gazole non routier, fioul domestique et fiouls lourds, carburants aéronautiques). Il est établi à partir des déclarations reçues des raffineries et des dépôts pétroliers français ;
- le Commerce Extérieur : cette publication, établie d'après les statistiques du Service de la Donnée et des Études Statistiques (SDES) et de la Direction Générale des Douanes (DGDDI), détaille chaque mois les importations françaises de pétrole brut et de produits raffinés, par pays d'origine, et les exportations françaises de produits raffinés, par pays de destination ;
- les Marchés pétroliers des pays étrangers : il s'agit de tableaux de données rapportant mensuellement les principaux résultats de l’industrie pétrolière à l’étranger en termes de production, de flux du commerce extérieur, de transformation par le raffinage et de consommation intérieure des produits pétroliers.

### Information économique
Le CPDP réalise des synthèses sur l’économie du pétrole et de l’énergie à partir de données publiques issues des organismes internationaux, des ministères et des organisations sectorielles : 
- le Bulletin mensuel : document de 40 pages qui reprend, tous les mois, les principales statistiques pétrolières françaises de l’exploration/production à la consommation, en passant par le commerce extérieur, le raffinage, les prix et les taxes. Une partie, réservée au reste du monde, donne un aperçu de la production de pétrole brut et des frets pétroliers, des prix de vente du brut, des cotations des produits raffinés et dresse un panorama des résultats mensuels des principaux pays européens et de l'OCDE ;
- l’Intégral Pétrole : document de 340 pages traditionnellement publié début juillet, qui rapporte de manière détaillée toutes les données annuelles intéressant les professionnels de l’industrie du pétrole. Ce document souligne aussi les résultats des autres énergies en France et dans le monde et dresse dès l’ouverture une photo de l’économie française et des secteurs liés au pétrole. Ce document, aussi appelé Bible du pétrole, est un outil indispensable pour compléter les bulletins mensuels ;
- le Dépliant Pétrole et Énergies : dépliant de poche qui reprend les principales données françaises et mondiales concernant le pétrole et les autres énergies, livré avec l’Intégral Pétrole ;
- les Notes d’Information Économique : documents de synthèse de 6 à 32 pages qui sont réalisés à partir des statistiques nationales existantes, traitant des pays de l’Union européenne et/ou de l’OCDE, des autres énergies ou des différents modes de transports, en France et dans le monde disponibles en version électronique ou sous forme de recueil ;
- les Zooms : publications synthétiques traitant de points d’actualités du monde de l’énergie et disponibles uniquement en version électronique.

### Veille réglementaire
Le CPDP assure le suivi de la réglementation pétrolière française et communautaire au quotidien. Cette veille réglementaire est mise à disposition de ses membres et abonnés à travers différentes publications traitant du droit en vigueur et du droit en préparation.  
- la Revue de presse réglementaire : synthèse des textes intéressant la profession publiés au J.O.U.E., au J.O.R.F. et au B.O. des différents ministères. Le contenu est mis à jour quotidiennement sur le site et le récapitulatif fait l’objet d’un envoi hebdomadaire aux abonnés ;
- les Circulaires : elles reprennent dès leur parution dans les publications officielles, l’intégralité des textes législatifs et réglementaires importants concernant l’industrie pétrolière, dont elles résument les principales dispositions ;
- les Circulaires droits et taxes : elles relaient les circulaires des douanes relatives aux droits et taxes applicables aux produits énergétiques et sont accompagnées du « tableau résumé des droits et taxes » du CPDP présentant les taux actualisés des taxes (TICPE, TVA…) et redevances (CPSSP) touchant les produits pétroliers ;
- les Dossiers réglementaires : ils rassemblent, avec des commentaires, l’ensemble de la réglementation touchant l’importation et la distribution des produits pétroliers en France ;
- le Code du pétrole : il s’agit d’un recueil des principaux textes législatifs et réglementaires applicables à l’activité pétrolière en France en matière d’exploration, d’importation, de raffinage, de transport et de distribution ;
- le 4 Pages : cette lettre mensuelle sélectionne les projets de textes en préparation intéressant le secteur pétrolier et en identifie les principales dispositions.

Le CPDP diffuse par ailleurs, via son site institutionnel en accès libre, les spécifications pétrolières, qui regroupent les caractéristiques douanières, administratives et intersyndicales des hydrocarbures raffinés disponibles sur le marché français.

### Logistique Pétrolière
Le  CPDP édite des documents logistiques utiles aux opérateurs et à l’administration, qui permettent de compléter la connaissance des infrastructures et des flux :
- l'Inventaire des dépôts de la distribution : il s’agit de la liste actualisée des dépôts pétroliers avec leur capacité de stockage ;
- les Ports pétroliers français : présentation des caractéristiques et de l’activité des principaux ports pétroliers ;
- les Cartes pétrolières : elles permettent, notamment, de localiser
  - pour la France, les champs pétroliers et gaziers, les titres miniers d’hydrocarbures, les ports et les dépôts pétroliers, les oléoducs de pétrole brut, les oléoducs de produits raffinés et les raffineries ;
  - pour chaque pays d’Europe, les raffineries, les oléoducs de pétrole brut et de produits raffinés, les principaux gisements de pétrole brut et les ports pétroliers.

### Centre Serveur
Le CPDP exploite un centre serveur par lequel les opérateurs pétroliers transfèrent des données numériques ayant trait aux mouvements logistiques et émettent ou apurent des documents douaniers en vue de la réception ou de l’expédition de produits pétroliers à destination des États membres de l’UE. Il permet aux dépôts pétroliers de déclarer en douane les mises à la consommation des supercarburants, gazoles et autres produits pour le compte des distributeurs pétroliers.
Il exploite par ailleurs une solution de dématérialisation et d’archivage des factures entre clients et fournisseurs de l’industrie pétrolière.

## Structure

### Statut et membres
Le CPDP est une association loi de 1901. Il réunit en son sein la plupart des entrepositaires agréés de la distribution de produits pétroliers : les membres de l’Union française des industries pétrolières , de l’Association des Indépendants du Pétrole (AIP), de la Fédération Française des Pétroliers Indépendants ), de l’Union des importateurs indépendants pétroliers, des filiales de compagnies, des indépendants non fédérés… 
Le  CPDP compte une cinquantaine de membres mais aussi des abonnés et utilisateurs. 

### Utilisateurs
Parmi ceux-ci se détachent trois groupes : les organismes pétroliers représentatifs des sociétés pétrolières, les administrations et organismes officiels qui interviennent dans le domaine du pétrole et de l’énergie et enfin, tous les organismes, les cabinets juridiques ou de consultants et les particuliers qui n’appartiennent pas directement au monde du pétrole mais qui sont intéressés par l’information diffusée par le comité. 